# Dubrava kod Tisna
Dubrava kod Tisna falu Horvátországban Šibenik-Knin megyében. Közigazgatásilag Tisnóhoz tartozik.

## Fekvése
Šibenik központjától légvonalban 17, közúton 23 km-re északnyugatra, községközpontjától légvonalban 5, közúton 7 km-re északkeletre Dalmácia középső részén fekszik. Határában keresztezi a tisnoi főút az adriaparti főutat.

## Története
A falu már a középkorban is létezett. A török már 1414-ben támadta a šibeniki területet. Az első török-velencei háború kitöréséig tartó mintegy ötven évben több nagy támadást is intézett a šibeniki területek ellen több tízezer embert hajtva a rabságba. 1469-ben a szomszédos Dazlinával együtt valószínűleg Dubrava is elpusztult. Elmenekült lakói részt vettek a mai Tisno alapításában, mely részben a biztonságosabb Murter-szigeten fekszik. 1501 első hónapjaiban a török újra felégette a šibeniki terület tizenhat települését. A török veszélynek a 17. század végén a hódítók Dalmáciából való kiűzése vetett véget. 1797-ben a Velencei Köztársaság megszűnésével a Habsburg Birodalom része lett. 1806-ban Napóleon csapatai foglalták el és 1813-ig francia uralom alatt állt. A településnek 1880-ban 78, 1910-ben 113 lakosa volt. Az I. világháború után rövid ideig az Olasz Királyság, ezután a Szerb-Horvát-Szlovén Királyság, majd Jugoszlávia része lett. Lakossága 2011-ben 179 fő volt, akik a tisnoi Szentlélek plébániához tartoztak.

## Lakosság
| Lakosság változása | Lakosság változása | Lakosság változása | Lakosság változása | Lakosság változása | Lakosság változása | Lakosság változása | Lakosság változása | Lakosság változása | Lakosság változása | Lakosság változása | Lakosság változása | Lakosság változása | Lakosság változása | Lakosság változása | Lakosság változása |
| ------------------ | ------------------ | ------------------ | ------------------ | ------------------ | ------------------ | ------------------ | ------------------ | ------------------ | ------------------ | ------------------ | ------------------ | ------------------ | ------------------ | ------------------ | ------------------ |
| 1857               | 1869               | 1880               | 1890               | 1900               | 1910               | 1921               | 1931               | 1948               | 1953               | 1961               | 1971               | 1981               | 1991               | 2001               | 2011               |
| 0                  | 0                  | 78                 | 93                 | 95                 | 113                | 0                  | 0                  | 95                 | 240                | 238                | 218                | 170                | 203                | 185                | 179                |

(1857-ben, 1869-ben, 1921-ben és 1931-ben lakosait Tisnohoz számították.)

## Nevezetességei
Jézus Szentséges Szíve tiszteletére szentelt római katolikus temploma 1995 és 1997 között épült a kora középkori horvát templomok stílusában.